# Мост Восточного выезда (Уфа)
Мост Восточного выезда (башк. Көнсығыш сығыу юлы күпере) — автодорожный мост через реку Уфу концессионного проекта «Восточный выезд» с платным проездом, который соединяет город Уфу с территориями к востоку от города — Зауфимьем, и с автомобильной дорогой федерального значения М-5 «Урал».
Является самым протяжённым мостовым переходом с эстакадой в Башкирии такого типа.

## Описание
Железобетонный мост длиной 470 м на шести опорах. Основной судоходный пролёт — 126 м. По две полосы движения на каждую из двух частей моста, которые будут состыкованы с порталами северного и южного рукавов тоннеля в западной части, и с эстакадой на восточной.
Часть проекта «Восточный выезд», включающего в себя также тоннель длиной 1,2 км, эстакаду на 72 опорах длиной 2,2 км (общая длина с мостом — 2,7 км) и 10 км участок автодороги.
Строится на условиях на концессии со сроком на 25 лет: концессионер — ООО «Башкирская концессионная компания» (основными участниками являются ООО «ВТБ Инфраструктурный Холдинг», входящая в «Группа ВТБ», и турецкий строительный и инвестиционный холдинг Limak Group), концедент — Республика Башкортостан. Кредитование осуществляется в рамках синдицированного кредита, предоставляемого банками «Банк ВТБ» и «ВЭБ.РФ» по программе «Фабрика проектного финансирования».
Генеральный подрядчик — ООО «Лимакмаращавтодороги».

## История
Строительство моста начато в 2020 году; тогда же, в рамках программы экологических компенсационных мероприятий, концессионером и строителем в реку Уфу было выпущено около 600 тыс. мальков стерляди, занесённой в Красную книгу России.
В феврале 2022 начата надвижка пролёта моста с правого берега реки Уфы, работы планировалось завершить в ноябре 2022.
Основная часть работ была завершена в 2023 году.
Мост введён в эксплуатацию 21 марта 2024 года с открытием всего Восточного выезда.